# Heinz Maier-Leibnitz
Heinz Maier-Leibnitz (Esslingen, 28 de março de 1911 – Allensbach, 16 de dezembro de 2000) foi um físico alemão, presidente da Deutsche Forschungsgemeinschaft (DFG)
Em 1957 foi um dos membros do grupo de cientistas do manifesto Os Dezoito de Göttingen.

## Publicações selecionadas
- Der geteilte Plato. Ein Atomphysiker zum Streit um den Fortschritt. Zürich 1981.
- Die Verantwortung des Naturwissenschaftlers. Heidelberg 1983, ISBN 3-540-12183-8
- Die Wirkung bedeutender Forscher und Lehrer. Opladen 1983, ISBN 3-531-08318-X
- Forschung in Europa. Melle 1985, ISBN 3-88368-107-5
- Lernschock Tschernobyl. Zürich 1986, ISBN 3-7201-5191-3
- Kernenergie – ja oder nein? Eine Auseinandersetzung zwischen 2 Physikern (com Peter Kafka). München 1987, ISBN 3-492-10739-7
- Zweifel am Verstand; das Irrationale als die neue Moral (com Elisabeth Noelle-Neumann). Zürich 1989, ISBN 3-7201-5202-2

Livros culinários:
- Kochbuch für Füchse. Große Küche – schnell und gastlich. München 1980, ISBN 3-492-02468-8
- Mikrowellenkochkurs für Füchse (com Traude Cless-Bernert). München 1999, ISBN 3-492-112870